# Juan Amores
Juan Amores, född 25 oktober 1963, död 28 augusti 2015, var en friidrottare från Costa Rica. Han deltog vid olympiska sommarspelen 1988.